# Магдагачі (летовище)
Магдагачі (IATA: GDG, ICAO: UHBI) — колишня військова авіабаза в Амурській області, розташоване за 3 км на північ від смт. Магдагачі.
ЗПС Збудовано у 1960-ті роки. Сьогодні в незадовільному стані, у зв'язку з поганими метеоумовами.